# Hugo von Tschudi
Hugo von Tschudi (Edlitz, 7 febbraio 1851 – Stoccarda, 23 novembre 1911) è stato uno storico austriaco.
Collezionista di nobile famiglia svizzera, fu direttore del Gemäldegalerie di Berlino dal 1896 al 1908 e del Staatliche Antikensammlungen di Monaco di Baviera dal 1909 al 1911.

## Biografia
Hugo Tschudi era figlio di Johann Jakob, un possidente terriero medico e diplomatico svizzero a Vienna, e di Ottilie Schnorr von Carolsfeld, nipote del pittore Julius Schnorr von Carolsfeld.
Terminati nel 1875 i suoi studi di giurisprudenza all'Università di Vienna, completò la sua formazione viaggiando per vari paesi europei fra cui l'Italia dove nel 1877 frequentò lo studio romano del pittore Hans von Marées. L'anno prima, nel 1876, aveva pubblicato il suo primo articolo, Ein Rundgang durch das moderne Paris. Fece diverse esperienze come critico d'arte e saggista in cui approfondì  la conoscenza degli impressionisti francesi di cui mise insieme una notevole collezione di capolavori che donerà alla nuova Pinacoteca di Monaco di Baviera.
Dal 1896 al 1908 occupò la carica di direttore della Gemäldegalerie di Berlino, da cui fu costretto a dimettersi dall'imperatore stesso, Guglielmo II, per le sue scelte artistiche di avanguardia non in linea con la politica nazionalista dell'imperatore. Quattro anni più tardi Vasilij Vasil'evič Kandinskij e Franz Marc pubblicarono il loro volume collettivo di saggi, immagini ed esempi musicali, Der Blaue Reiter, e lo dedicarono alla memoria di Tschudi .
Nel 1909 accettò l'incarico di direttore del Staatliche Antikensammlungen di Monaco di Baviera, che tenne fino alla sua morte avvenuta il 23 novembre 1911. Sotto la sua direzione furono acquisiti 44 dipinti, 9 sculture e 22 disegni, la maggior parte dell'avanguardia francese dell'epoca. Dello stesso anno (1909) è il lascito alla nuova Pinacoteca di Monaco della sua raccolta privata di impressionisti francesi, tra cui figurano opere di Monet, Cézanne, van Gogh, Gauguin e Kandinskj.